# Descanso sobrius
Descanso sobrius är en spindelart som beskrevs av Galiano 1986. Descanso sobrius ingår i släktet Descanso och familjen hoppspindlar. Inga underarter finns listade i Catalogue of Life.